# Шефер, Дорон
Дорон Шефер (ивр. דורון שפר‎; род. 12 марта 1972, Рамат-Ган) — израильский баскетболист. Один из первых израильтян в драфте НБА, 6-кратный чемпион Израиля и пятикратный обладатель Кубка Израиля с командами «Хапоэль» (Верхняя Галилея) и «Маккаби» (Тель-Авив), обладатель Кубка Европы УЛЕБ 2004 года с командой «Хапоэль» (Иерусалим).

## Биография
Дорон Шефер, сын дилера бриллиантовой биржи из рамат-ганского района Рамат-Эфаль, начинал свою игровую карьеру в клубе «Хапоэль» (Гиватаим). Он успешно выступал с юниорскими и молодёжными сборными Израиля, в частности со сборной до 22 лет, с которой занял четвёртое место на чемпионате Европы 1992 года, обеспечив ей участие в чемпионате мира. С 1990 года Дорон выступал за команду «Хапоэль» (Верхняя Галилея), с которой в сезоне 1991/2 годов завоевал Кубок Израиля, а на следующий год прервал более чем 20-летнюю серию побед тель-авивского «Маккаби» в чемпионатах Израиля. По итогам сезона Шефер был признан самым ценным игроком чемпионата Израиля. Этот год был для него также ознаменован выходом с галилейским «Хапоэлем» в полуфинал Европейского кубка ФИБА.
В 1993-96 годах Шефер пребывал в США, куда отправился на учёбу в Коннектикутский университет — в это время там же играл ещё один израильтянин, будущий капитан израильской сборной Надав Хенефельд. В свой первый сезон в университетской сборной «Юконн Хаскис» Шефер, получивший прозвище «Айсмен» («Ледышка»), был избран «новичком сезона» конференции Биг-Ист. За три года выступлений он стал единственным игроком в истории «Хаскис», кому удалось набрать более тысячи очков и более пятисот результативных передач, а коннектикутская команда три года подряд побеждала в конференции Биг-Ист; на национальном уровне её лучшим результатом в эти годы стало попадание в финальную восьмёрку. Впоследствии Шефер был включён в баскетбольную сборную века Коннектикутского университета. По окончании университета Шефер участвовал в драфте НБА и был выбран во втором круге командой «Лос-Анджелес Клипперс». Шефер стал первым израильтянином, выбранным в драфте НБА, но «Клипперс» не было готовы предложить ему гарантированный контракт, и Шефер вернулся в Израиль, где был подписан тель-авивским «Маккаби».
За четыре года в Тель-Авиве Шефер четырежды становился чемпионом Израиля и трижды выигрывал Кубок Израиля. Особенно успешно он выступал в паре с ещё одним выходцем из галилейского «Хапоэля» Одедом Каташем; их тандем получил прозвище «Каташефер». Шефер также защищал цвета сборной Израиля в чемпионатах Европы, на последнем из которых, в 1999 году, стал лучшим бомбардиром израильской команды с 16,7 очка за игру; он также был лидером сборной по результативным передачам. В сезоне 1999—2000 годов Дорон дошёл с «Маккаби» до финала Евролиги ФИБА, где встретился с Каташем, выступавшим теперь за «Панатинаикос». Греческая команда победила в упорной борьбе, не в последнюю очередь благодаря удачной игре Каташа, и по окончании сезона Шефер заявил об уходе из баскетбола.
Шефер вернулся на площадку через три года, переболев за это время раком, и провёл часть сезона 2002/3 годов в «Маккаби», с которым завоевал ещё одно чемпионское звание и ещё один Кубок Израиля, но не сумел вписаться в новый состав и перешёл в «Хапоэль» (Иерусалим). В составе иерусалимской команды Шефер наконец добился того, что так и не выполнил в Тель-Авиве — завоевал европейский баскетбольный кубок, победив в Кубке Европы УЛЕБ 2003/4 года. После двух сезонов с иерусалимским клубом он короткое время выступал за тель-авивский «Хапоэль», после чего вторично ушёл на покой. После этого он обратился к религии и начал учёбу в иешиве, но уже перед сезоном 2007/8 годов снова вернулся в свою старую команду — «Хапоэль» (Верхняя Галилея). После одного сезона с командой из Кфар-Блюма он завершил игровую карьеру уже в третий раз и три года тренировал юношеские баскетбольные команды, а также выпустил автобиографическую книгу, но в декабре 2013 года, в возрасте 41 года, неожиданно появился в составе клуба одного из низших дивизионов израильского баскетбольного чемпионата «Элицур» (Петах-Тиква-Гиватаим).
Дорон Шефер женат вторично (с первой женой, телевизионным директором Рони Кей, он расстался в период духовного поиска в период между 2000 и 2002 годами). У Шефера четверо детей — дочь от первой жены и две дочери и сын от второй, Талии.

## Статистика выступлений

### Сборная Израиля
| ЧЕ 1993                                                                                 | 3 |      |       |      |       |      |       |      |       |      |     |     |     |     |     |     |     | 4.3 | 32  | 10.7 |
| ЧЕ 1995                                                                                 | 6 | 27.2 | 25/51 | 49.0 | 20/33 | 60.6 | 5/18  | 27.8 | 7/11  | 63.6 | 0.3 | 2.5 | 2.8 | 3.3 | 1.8 | 2.2 | 0.0 | 2.3 | 62  | 10.3 |
| ЧЕ 1997                                                                                 | 6 | 22.8 | 21/47 | 44.7 | 18/33 | 54.5 | 3/14  | 21.4 | 14/16 | 87.5 | 0.3 | 2.5 | 2.8 | 2.2 | 1.8 | 1.8 | 0.0 | 3.2 | 59  | 9.8  |
| ЧЕ 1999                                                                                 | 6 | 32.7 | 33/61 | 54.1 | 22/39 | 56.4 | 11/22 | 50.0 | 23/30 | 76.7 | 1.0 | 2.3 | 3.3 | 3.0 | 1.5 | 1.2 | 0.0 | 3.3 | 100 | 16.7 |
| Наведите курсор мыши на аббревиатуры в заголовке таблицы, чтобы прочесть их расшифровку |   |      |       |      |       |      |       |      |       |      |     |     |     |     |     |     |     |     |     |      |

## Еврокубки
| Европейский кубок ФИБА 1991/2                                                           | Хапоэль (Верхняя Галилея) | 10 | 28.7 | 11.8 | 51.6 | 41.7 | 81.5 | 2.6 | 3.1 | 3.4 | 0.0 | 2.1 | 1.7 |
| Европейский кубок ФИБА 1992/3                                                           | Хапоэль (Верхняя Галилея) | 16 | 36.8 | 16.1 | 58.3 | 47.8 | 84.6 | 3.2 | 3.4 | 3.3 | 0.0 | 1.7 | 1.9 |
| Евролига ФИБА 1996/7                                                                    | Маккаби (Тель-Авив)       | 19 | 28.3 | 9.3  | 47.1 | 40.0 | 75.7 | 4.0 | 2.0 | 3.4 | 0.0 | 0.8 | 1.3 |
| Евролига ФИБА 1997/8                                                                    | Маккаби (Тель-Авив)       | 19 | 35.2 | 14.2 | 54.5 | 42.6 | 75.0 | 3.6 | 2.3 | 3.1 | 0.0 | 1.5 | 3.1 |
| Евролига ФИБА 1998/9                                                                    | Маккаби (Тель-Авив)       | 17 | 30.9 | 11.9 | 52.3 | 35.8 | 87.9 | 2.9 | 2.9 | 3.2 | 0.0 | 1.6 | 1.9 |
| Евролига ФИБА 1999/2000                                                                 | Маккаби (Тель-Авив)       | 24 | 28.3 | 10.8 | 52.3 | 40.0 | 66.0 | 3.3 | 1.9 | 3.3 | 0.0 | 1.7 | 1.9 |
| Евролига 2002/3                                                                         | Маккаби (Тель-Авив)       | 5  |      | 2.2  | 40.0 | 50.0 | 50.0 | 1.0 | 1.0 |     | 0.0 | 0.8 |     |
| Кубок Европы УЛЕБ 2003/4                                                                | Хапоэль (Иерусалим)       | 17 |      | 13.5 | 45.7 | 46.7 | 77.1 | 3.5 | 3.9 |     | 0.3 | 1.6 |     |
| Кубок Европы УЛЕБ 2004/5                                                                | Хапоэль (Иерусалим)       | 10 |      | 5.7  | 39.0 | 22.7 | 62.5 | 2.0 | 3.7 |     | 0.0 | 1.1 |     |
| Кубок Европы УЛЕБ 2007/8                                                                | Хапоэль (Верхняя Галилея) | 8  |      | 8.4  | 60.9 | 47.4 | 92.3 | 3.3 | 1.4 |     | 0.1 | 1.5 |     |
| Наведите курсор мыши на аббревиатуры в заголовке таблицы, чтобы прочесть их расшифровку |                           |    |      |      |      |      |      |     |     |     |     |     |     |